# Durka Mana
Durka Mana Kalameya (19 juni 1988) is een Soedanese voormalige atlete, die gespecialiseerd was in de 3000 m steeple. Ze nam eenmaal deel aan de Olympische Spelen. 

## Loopbaan
Durka Mana nam in 2007 deel aan de wereldkampioenschappen veldlopen U20 in Mombassa. Ze werd 35e. Ze nam, onder de naam Muna Durka, op de Olympische Spelen van 2008 in Peking namens Soedan deel aan de 3000 m steeple voor vrouwen. In de tweede serie liep ze een tijd van 9.53,09. Deze tijd was onvoldoende om door te kunnen gaan naar de finale.
Op de wereldkampioenschappen van 2009 in Berlijn liep ze in de eerste serie van de 3000 m steeple voor vrouwen een tijd van 9.52,90. Dat was ook onvoldoende voor een plaats in de finale.

## Persoonlijke records
| Onderdeel      | Prestatie    | Datum            | Plaats    |
| -------------- | ------------ | ---------------- | --------- |
| 800 m          | 2.09,52      | 29 augustus 2009 | Trente    |
| 1500 m         | 4.22,62      | 5 september 2009 | Brugnera  |
| 3000 m         | 9.13,77      | 1 september 2009 | Rovereto  |
| 5000 m         | 17.02,94     | 6 oktober 2009   | Damascus  |
| 2000 m steeple | 6.44,17      | 14 juni 2003     | Eton      |
| 3000 m steeple | 9.47,41 (NR) | 19 juli 2008     | Barcelona |
| 10 km          | 35.26        | 30 november 2008 | Turijn    |

## Palmares

### 3000 m steeple
- 2005:  Afrikaanse kamp. U20 - 10.24,39
- 2007: 6e Afrikaanse Spelen - 10.25,71
- 2008: 9e in serie OS - 9.53,09
- 2009: 13e in serie WK - 9.52,90